# Dinamina

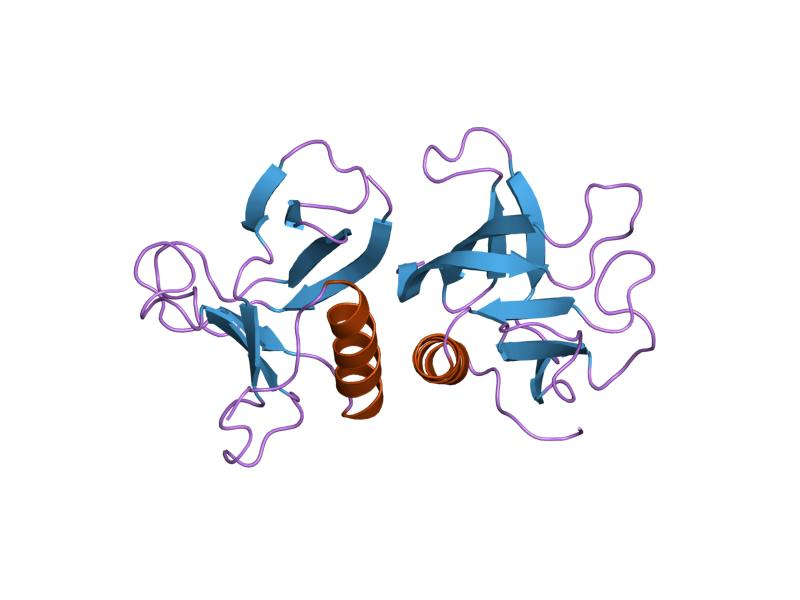
Molècula de la dinamina.

La dinamina és una GTPasa responsable de l'endocitosi depenent de clatrina i caveolina en les cèl·lules eucariotes. Les dinamines estan involucrades principalment en l'escissió de les vesícules recent formades de la membrana d'un compartiment cel·lular, ja sigui per constricció o per expansió de l'anell que envolta el coll de la vesícula invaginada, la seva orientació i la seva fusió amb un altre compartiment, tant en la superfície de la cèl·lula (en particular la internalització de caveoles), així com en l'aparell de Golgi. Les dinamines també duen a terme un paper important en molts processos incloent, la divisió d'orgànuls, citocinesi i resistència a patògens microbians.
La dinamina és part de la "superfamília dinamina", que inclou dinamines clàssiques, proteïnes tipo-dinamina, proteïnes Mx, OPA, mitofusines i GBPs. La dinamina en si mateixa és un enzim de 96 kDa, que fou aïllada per primera vegada quan els investigadors intentaven aïllar els nous motors basats en microtúbuls del cervell boví. La dinamina ha estat estudiada àmpliament en vesícules incipients de la membrana cel·lular recobertes de clatrina.

## Funció
Quan una vesícula s'invagina la dinamina forma una espiral al voltant del coll de la vesícula. Una vegada que l'espiral està en el seu lloc, s'estén longitudinalment i restringeix a través de la hidròlisi de GTP a GDP. Aquest allargament i ajustament al voltant de coll de la vesícula fa que es rompi i s'alliberi de la membrana. Quan s'està formant la vesícula recoberta de clatrina, hi ha una sèrie de proteïnes citosòliques, entre les quals hi ha la dinamina, que s'acoblen formant un anell al voltant del coll de cada vesícula. La dinamina és una GTPasa que regula la freqüència amb la qual les vesícules se separen de la membrana. En el procés de separació, les dues capes no citosòliques de la membrana s'aproximen i es fusionen, segellant la vesícula. Per realitzar aquesta funció, la dinamina recluta altres proteïnes del coll de la vesícula que s'estan formant que, juntament amb ella, contribueixen a deformar la membrana, bé mitjançant distorsió local de l'estructura de la bicapa lipídica, la qual és estrictament dependent de la seva activitat GTPasa, o bé mitjançant canvis en la composició lipídica, o les dues coses alhora. La dinamina és l'únic motor molecular conegut per tenir una activitat de torsió.(2) La dinamina és una hèlix dextrogira, i té una activitat de torsió dextrogira que explica la seva restricció i la reducció d'altura. Un canvi local de la composició lipídica pot ser conseqüència de l'acció dels enzims modificadors de lípids que han estat reclutat pel complex de dinamina.
La dinamina, una gran GTPasa, funciona tant en el transport per endocitosi com en la regulació del citoesquelet, és un candidat potencial per regular la morfogènesi de l'epiteli. Una propietat clau de la dinamina és que s'ordena en polímers que pateixen canvis conformacionals quan la GTP és hidrolitzada. Això ocorre simultàniament amb la remodelació dels filaments d'actina a causa de l'habilitat de la dinamina per unir diferents proteïnes que uneixen membranes al citoesquelet.
Funcionant com un polímer estructural contràctil, la dinamina és capaç de deformar membranes i organitzar els filaments d'actina acoblats a la membrana plasmàtica per la regulació de nombrosos processos, incloent-hi l'endocitosi, el moviment vesicular i la migració cel·lular.
Estudis recents indiquen que el bloqueig de la interacció entre la dinamina i la sindapina inhibeix les comunicacions dels nervis, i això pot tenir aplicacions en el tractament de l'epilèpsia, l'esquizofrènia i la pèrdua de memòria.

## Tipus
Els mamífers tenen tres isoformes de la dinamina amb diferent distribució als teixits:
La dinamina I només s'expressa en les neurones i cèl·lules neuroendocrines i està implicada en el reciclatge de vesícules presinàptiques. Es creu que participa en la via d'endocitosi dependent de clatrina a la sinapsi neuronal. La dinamina I té quatre dominis funcionals: un N-terminal GTPasa, una homologia pleckstrin (PHD), un domini ric en prolina/arginina (PRD), i un domini efector de GTPasa. La L-a-fosfatidil-L-serina (PS) o fosfatidilinositol-4,5-difosfat lliga el PHD de la dinamina, estimula l'activitat GTPasa, i indueix l'acoblament d'una hèlix cooperativa. A més, després de la supressió del PHD, la dinamina mostra una elevada activitat GTPasa independentment dels lípids. PRD de la dinamina uneix el domini Src homology 3 (SH3), que conté proteïnes com l'amfifisina, i el complex és necessari per a l'adaptació de la clatrina. El pèptid de PRD lliga la interacció entre la dinamina i l'amfifisina i inhibeix l'endocitosi.(1)
La variant K44A de la dinamina té una manca d'activitat GTPasa a causa de defectes de les activitats de lligament i hidròlisi. Com a resultat, una sobreexpressió de la variant de K44A inhibeix l'endocitosi dependent de clatrina en les neurones.
Les activitats GTPases de la dinamina I i II són inhibides per surfactants catiònics com ara bromur de miristiltrimetilamoni, i per 3-(2-cloro-10H-phenothiazin-10-y1)-N,N-dimetilpropan-1-1amina (clorpromazine), que és un antipsicòtic. S'ha demostrat que el (1S)-cis-4-(3,4-dichlorophenyl)-1,2,3,4-tetrahydro-N-methyl-1-naphthalenamine (sertraline) inhibeix l'activitat GTPasa de la dinamina I. Tot i això, la relació entre l'endocitosi i la sertralina encara és desconeguda.(1)
La dinamina II s'expressa en la majoria de tipus de cèl·lules i mostra expressió ubiquitinitzada(3). El gen DNM2 és el proveïdor d'instruccions per sintetitzar la proteïna dinamina II. Aquesta dinamina està present en les cèl·lules de tot el cos i està implicada en l'endocitosi. Per aquest procés, la membrana cel·lular es plega al voltant d'una substància fora de la cèl·lula i forma una vesícula. Aquesta vesícula es forma a dins la cèl·lula i es deslliga de la membrana. Es creu que la dinamina II és important per alterar la membrana cel·lular per formar les invaginacions. Probablement aquesta proteïna també participa en el desplaçament de les vesícules dins la cèl·lula. A més, la dinamina II està associada amb els microtúbuls, concretament pareix esser important en el centrosoma o centre organitzador de microtúbuls. La dinamina II, l'única forma en cèl·lules epitelials, regula tant l'endocitosi com el manteniment d'una sèrie d'actina-miosina normal i dinàmica a la superfície apical.
El mecanisme amb el qual les cèl·lules epitelials regulen l'endocitosi mediada per clatrina de la transferrina està poc definida i generalment vista com un procés constitutiu que passa contínuament sense coacció regulada. S'ha demostrat, per primera vegada, que l'endocitosi del receptor de la transferrina és un procés regulat que requereix que scr quinase estigui activada, i posteriorment, la fosforilació de dos importants components de la maquinària endocítica coneguts com a GTPasa dinamina II i que té una proteïna d'unió a l'actina associada.(4)
La dinamina III s'expressa en els testicles, però també està present en el cor, el cervell i el teixit pulmonar.(3)
La distribució, expressió i funció de la dinamina III a les neurones, o en qualsevol altre tipus de cèl·lula, estan completament indefinides. Però se sap que mentre que la dinamina I es concentra en el compartiment presinaptic, la dinamina III es troba localitzada a les dendritic spine tips, en el complex d'homer i en els receptors metabotròpics de glutamat. Finalment, la dinamina III és una dinamina postsinaptica, i participa en la morfogènesi de les dendrites i la seva remodelació.
Això no obstant, la majoria d'estudis de les funcions de la dinamina s'han centrat en la dinamina I. Però la dinamina II, com la dinamina I, està involucrada en l'endocitosi mediada per receptors. Aquesta es troba en el trans-Golgi network (TGN) i està involucrada en la formació consitutiva de les vesícules de transport i les vesícules cobertes de clatrina des d'aquest compartiment. No s'ha pogut demostrar la localització de la dinamina II en el TGN però s'ha demostrat que la dinamina II està involucrada en l'endocitosi però no en la formació del transport vesicular des del TGN.(3)